# Maciej Olczyk
Maciej Olczyk (ur. 11 października 1971 w Bydgoszczy) – polski duchowny katolicki, profesor nadzwyczajny Wydziału Teologicznego Uniwersytetu im. Adama Mickiewicza w Poznaniu. Kanonik gremialny Kapituły Prymasowskiej.

## Życiorys
Urodził się w Bydgoszczy. W 1990 roku ukończył III Liceum Ogólnokształcące im. Adama Mickiewicza w Bydgoszczy. Po maturze wstąpił do gnieźnieńskiego wyższego seminarium duchownego. Święcenia kapłańskie otrzymał 25 maja 1996 roku z rąk abp. Henryka Muszyńskiego w bazylice prymasowskiej w Gnieźnie. W 2003 roku uzyskał stopień naukowy doktora z zakresu teologii moralnej na Papieskim Uniwersytecie Świętego Krzyża w Rzymie. W latach 2003–2007 pełnił funkcję prefekta, a w latach 2007–2018 wicerektora Prymasowskiego Wyższego Seminarium Duchownego w Gnieźnie.
W 2013 uzyskał stopień doktora habilitowanego jako adiunkt Zakładu Teologii Moralnej, Duchowości i Katolickiej Nauki Społecznej Wydziału Teologicznego w Poznaniu. Obronił wówczas rozprawę pt. Etos chrześcijańskiego wolontariatu. Studium teologicznomoralne na przykładzie Florenckiej Archikonfraterni Miłosierdzia. W 2016 roku został mianowany profesorem nadzwyczajnym oraz pełnomocnikiem dziekana wydziału ds. studiów w Gnieźnie.
Jest wykładowcą teologii moralnej w seminarium w Gnieźnie oraz w Wyższym Seminarium Duchownym w Bydgoszczy.